# هیپارچیا

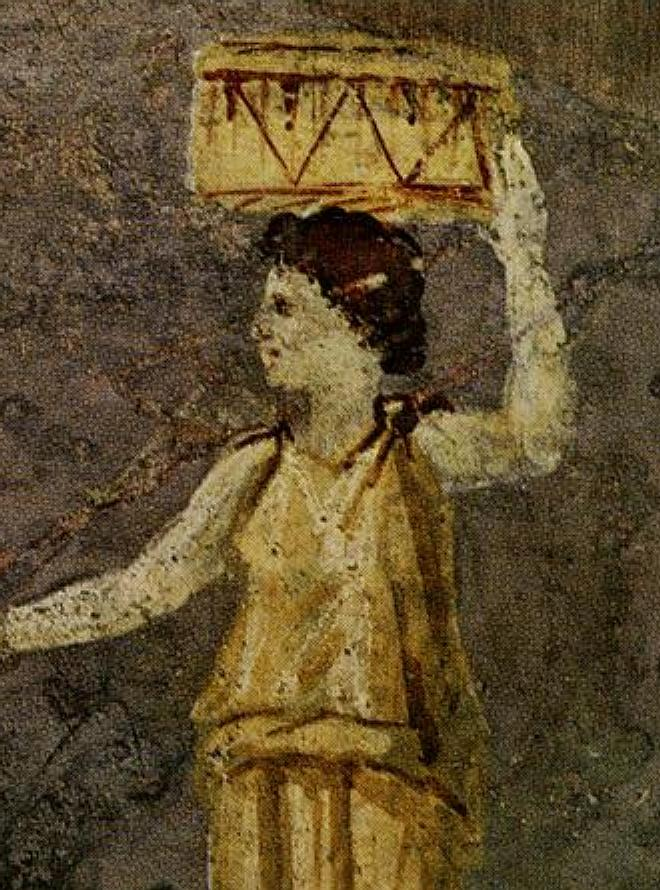
هیپارچیا یا هیپارکیا

هیپارچیا یا هیپارکیا، (یونانی: Ἱππαρχία ἡ Μαρωνεῖτις) اولین فیلسوف زن تاریخ جهان است. او در حوالی ۳۲۵ پیش از میلاد در یونان می‌زیسته و همچنین در خانواده ای اشرافی زاده شده و برادرش متروکلس از شاگردان کراتس تبس (Crates of Thebes) بوده؛ که خود نیز از شاگردان دیوژن کلبی بوده‌است. او به سبب برادرش با فلسفه کلبی آشنا شد و زندگی خود را وقف آن کرد.

## ازدواج او
او به سبب شیفتگی اش نسبت به کراتس با او ازدواج کرد و به دلیل این انتخاب بسیار مورد سرزنش خانواده قرار گرفت البته او با تهدید خانواده خود به خودکشی توانست با کرات ازدواج کند. او پس از این ازدواج شیوه زندگی کراتس را پذیرفت و مانند او به سان کلبیون لباس پوشید، در پی او روان شد و در مجامع عمومی همنشین او به همان شیوه گشت.
این دو سال‌ها با هم زندگی کردند و صاحب فرزندانی نیز شدند. زندگی آن‌ها به شیوه سایر کلبیون ادامه پیدا کرد. در مورد آن‌ها مسایلی نظیر رابطه جنسی در انظار عمومی با توجیه فلسفه طبعیت‌گرای کلبی یا نظیر اینها ذکر شده‌است که البته تردیدهایی نیز در درستی این موارد وجود دارد.